# Cepora licea
Cepora licea, ou gaivota de Nias, é uma borboleta da família Pieridae. Ela pode ser encontrada em Nias.